# Meconopsis betonicifolia
Meconopsis betonicifolia (укр. Гімалайський синій мак) — вид рослин родини макові.

## Історія
Описаний вперше британським розвідником Фрідріком Маршманом Бейлі (англ. Frederick Marshman Bailey) у 1913 році на південному Тибеті. Окультурив рослину видатний англійський ботанік Френк Кінгдон-Ворд у 1926.

## Будова
Багаторічна рослина, що має велику прикореневу розетку листя, яка з'являється навесні. Листя світло-зелене, велике (15-30 см) серцеподібне, довгасте, вкрите іржавого кольору волосинками. Край листя зубчастий. Квітоножка розміром до 90 см. Квіти великі (до 10 см) пониклі, пелюстки від яскраво синього кольору до білого. Білі квіти (var. alba) зустрічаються рідко у природі. Запилюється комахами.

## Поширення та середовище існування
Зростає у південному Китаї, Тибеті, Бірмі.

## Практичне використання
Вирощується як декоративна рослина. Виведено кілька стерильних і фертильних гібридів.

## Галерея

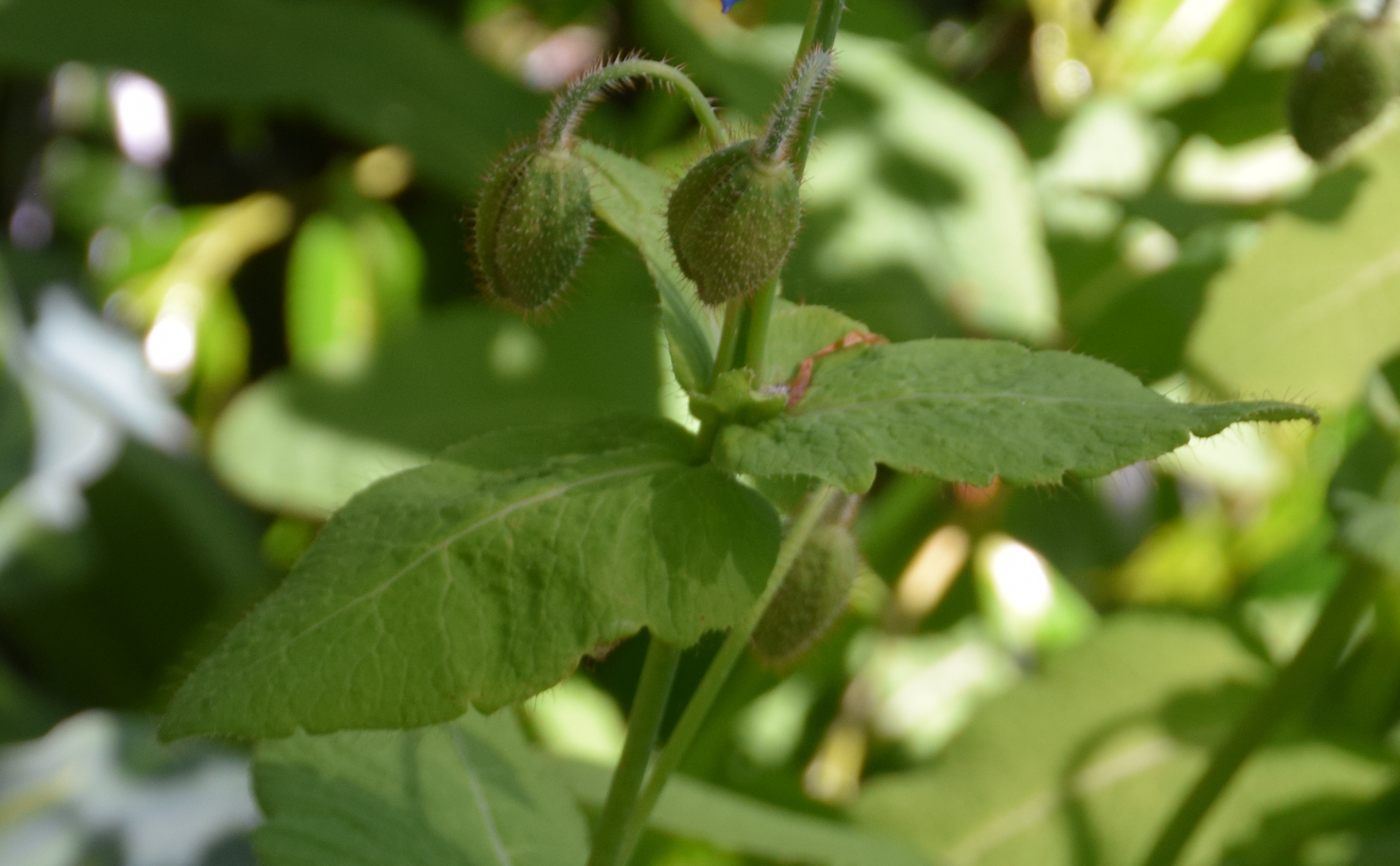
Пуп'янки квіток
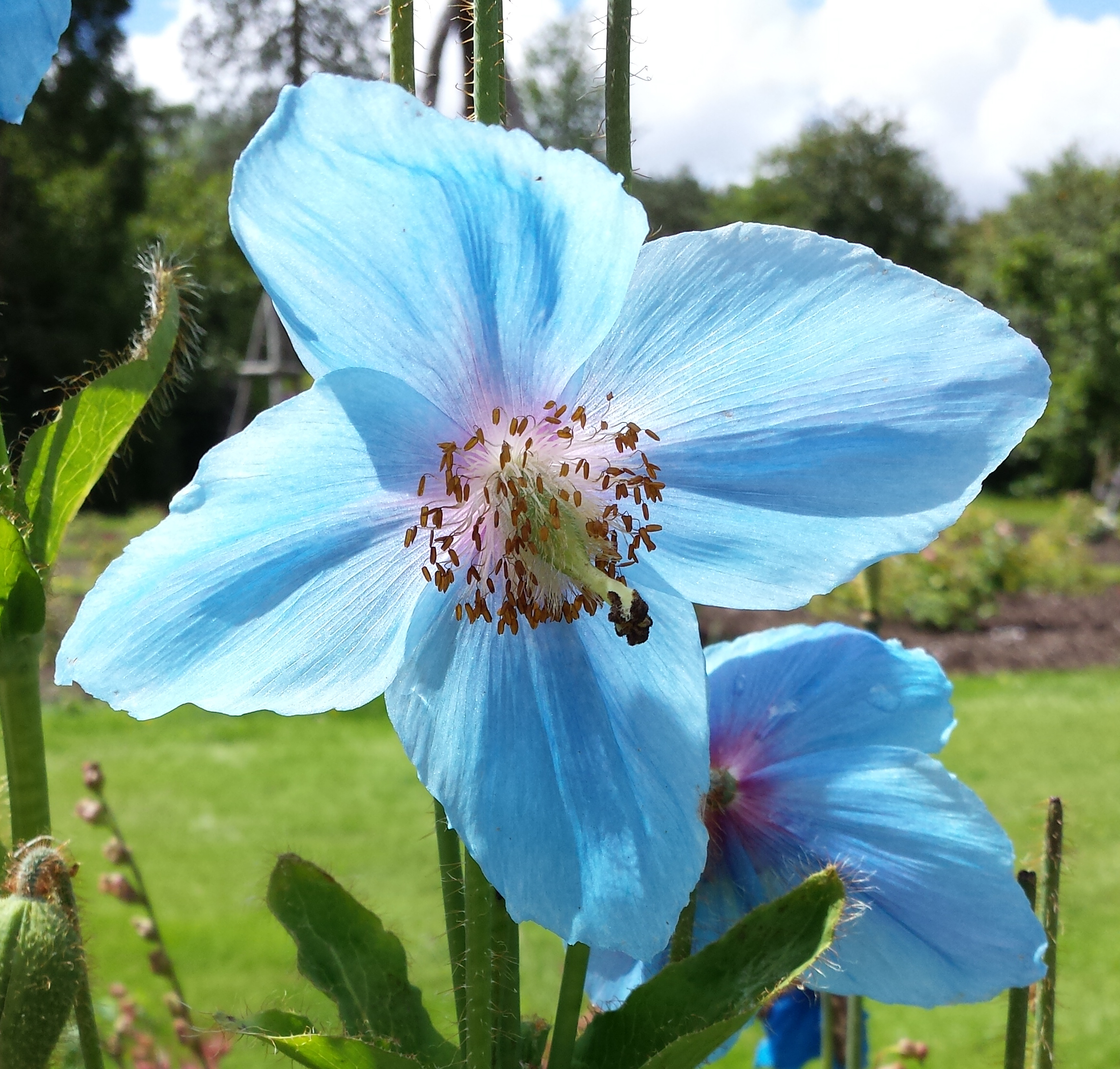
Квітка
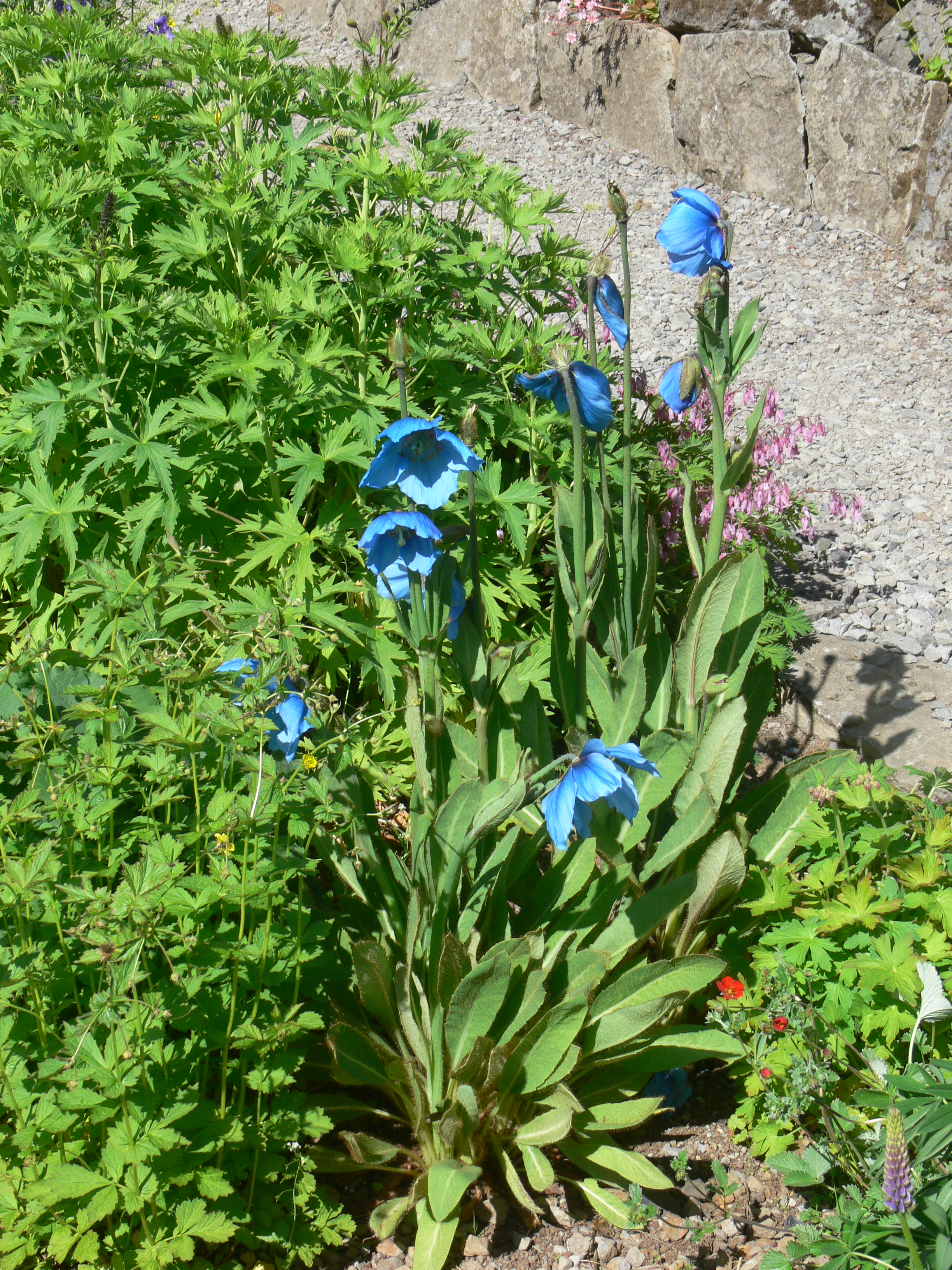
Зовнішній вид рослини